# گلوژانه، سویلایناتس
گلوژانه (صربی: Gložane}} یک منطقهٔ مسکونی در صربستان است که در Svilajnac واقع شده‌است.
 گلوژانه  ۱٬۰۱۷ نفر جمعیت دارد.